# Alphousseyni Keita
Pour les articles homonymes, voir Keita.
Alphousseyni Keita est un footballeur international malien, né le 13 novembre 1985, à Bamako. C'est un milieu de terrain défensif.

## Biographie
Arrivé au Mans pour la saison 2007-2008, il fait 2 apparitions cette saison-là en Ligue 1.
Pour la saison 2008-2009, il joue 7 matchs d'août à janvier.
En janvier 2009, Le Mans UC le prête au Nîmes Olympique en Ligue 2 jusqu'à la fin de la saison. 
Après un retour au Mans pour la saison 2009-2010 ou il ne joue pas plus, il est transféré définitivement au Nîmes Olympique en janvier 2010 pour 2 ans et demi.
Il est international malien avec 6 sélections. Sa première sélection a lieu à Bamako, le 3 septembre 2005, lors du match Mali- RD Congo (2-0).

## Statistiques
| Championnats | Championnats          | Championnats  | Championnats | Championnats | Coupes nationales | Coupes nationales | Coupes continentales | Coupes continentales | Sélection Mali | Sélection Mali | Total  | Total |
| Saison       | Club                  | Pays          | Matchs       | Buts         | Matchs            | Buts              | Matchs               | Buts                 | Matchs         | Buts           | Matchs | Buts  |
| ------------ | --------------------- | ------------- | ------------ | ------------ | ----------------- | ----------------- | -------------------- | -------------------- | -------------- | -------------- | ------ | ----- |
| 2004-2005    | CO Bamako             | Division 1    | -            | -            | -                 | -                 | -                    | -                    | 0              | 0              | 0      | 0     |
| 2005-2006    | CO Bamako             | Division 1    | -            | -            | -                 | -                 | -                    | -                    | 2              | 0              | 2      | 0     |
| 2006-1007    | Djoliba AC            | Division 1    | -            | -            | -                 | -                 | -                    | -                    | 3              | 0              | 3      | 0     |
| 2007-1008    | Le Mans Union Club 72 | Ligue 1       | 2            | 0            | 3                 | 0                 | 0                    | 0                    | 1              | 0              | 6      | 0     |
| 2008-2009    | Le Mans Union Club 72 | Ligue 1       | 7            | 0            | 1                 | 0                 | 0                    | 0                    | 1              | 0              | 9      | 0     |
| 2008-2009    | Nîmes Olympique       | Ligue 2       | 16           | 0            | 0                 | 0                 | 0                    | 0                    | 3              | 1              | 19     | 1     |
| 2009-10      | Le Mans Union Club 72 | Ligue 1       | 7            | 0            | 1                 | 0                 | 0                    | 0                    | 1              | 0              | 9      | 0     |
| 2009-2010    | Nîmes Olympique       | Ligue 2       | 18           | 1            | 0                 | 0                 | 0                    | 0                    | 0              | 0              | 18     | 1     |
| 2010-2011    | Nîmes Olympique       | Ligue 2       | 27           | 0            | 4                 | 0                 | 0                    | 0                    | 1              | 0              | 32     | 0     |
| 2011-2012    | Nîmes Olympique       | Ligue 2       | 1            | 0            | 0                 | 0                 | 0                    | 0                    | 0              | 0              | 1      | 0     |
| 2011-2012    | União Leiria          | Primeira Liga | 6            | 0            | 0                 | 0                 | 0                    | 0                    | 0              | 0              | 6      | 0     |
| 2012-2013    | Académica de Coimbra  | Primeira Liga | 16           | 0            | 6                 | 1                 | 4                    | 0                    | 0              | 0              | 26     | 1     |
| 2013-2014    | Gil Vicente FC        | Primeira Liga | 12           | 0            | 0                 | 0                 | 0                    | 0                    | 0              | 0              | 12     | 0     |
| 2014-2015    | Gil Vicente FC        | Primeira Liga | 1            | 0            | 0                 | 0                 | 0                    | 0                    | 0              | 0              | 1      | 0     |
| Total        | 106                   | 1             | 15           | 1            | 4                 | 0                 | 12                   | 1                    | 138            | 3              |        |       |

### Coupes continentales
| Date              | Club                 | Compétition  | Adversaire        | Résultat | Tps de jeu | Buts |
| ----------------- | -------------------- | ------------ | ----------------- | -------- | ---------- | ---- |
| 20 septembre 2012 | Académica de Coimbra | Ligue Europa | FC Viktoria Plzeň | 3-1      | 63         | 0    |
| 8 novembre 2012   | Académica de Coimbra | Ligue Europa | Atlético Madrid   | 2-0      | 78         | 0    |
| 22 novembre 2012  | Académica de Coimbra | Ligue Europa | FC Viktoria Plzeň | 1-1      | 90         | 0    |
| 6 décembre 2012   | Académica de Coimbra | Ligue Europa | Hapoël Tel-Aviv   | 2-0      | 90         | 0    |

### Sélection nationale du Mali
| Sélections | Date             | Stade                                       | Adversaire | Résultat | Minutes | Compétition                       | Buts | Capitaine | Club            |
| ---------- | ---------------- | ------------------------------------------- | ---------- | -------- | ------- | --------------------------------- | ---- | --------- | --------------- |
| 1          | 3 septembre 2005 | Stade du 26 mars (National Stadium), Bamako | Congo      | 2 – 0    | 59 min  | Qualification Coupe du monde 2006 | 0    | Non       | CO Bamako       |
| 2          | 8 octobre 2005   | Stade Léopold Sédar Senghor, Dakar          | Sénégal    | 3 – 0    | 90 min  | Qualification Coupe du monde 2006 | 0    | Non       | CO Bamako       |
| 6          | 20 novembre 2007 | Stade Robert Diochon, Le Petit-Quevilly     | Algérie    | 3 – 2    | 8 min   | Amical                            | 0    | Non       | Le Mans UC 72   |
| 7          | 18 novembre 2008 | Stade Robert Diochon, Le Petit-Quevilly     | Algérie    | 1 – 1    | 30 min  | Amical                            | 0    | Non       | Le Mans UC 72   |
| 9          | 6 juin 2009      | Stade du 26 mars (National Stadium), Bamako | Ghana      | 0 – 2    | 90 min  | Qualification Coupe du monde 2010 | 0    | Non       | Nîmes Olympique |
| 10         | 21 juin 2009     | Stade du 26 mars (National Stadium), Bamako | Bénin      | 3 – 1    | 12 min  | Qualification Coupe du monde 2010 | 0    | Non       | Nîmes Olympique |
| 11         | 6 septembre 2009 | Stade de l'Amitié, Cotonou                  | Bénin      | 1 – 1    | 7 min   | Qualification Coupe du monde 2010 | 0    | Non       | Le Mans UC 72   |